# Lanfains
Lanfains (tiếng Breton: Lanfeun) là một xã của tỉnh Côtes-d’Armor, thuộc vùng Bretagne, tây bắc Pháp.

## Dân số
Người dân ở Lanfains được gọi là Lanfinois.